# Olaf Hampel
Olaf Hampel (Bielefeld, 1 november 1965) is een Duits voormalig bobsleeremmer. Hampel nam in 1988 voor de eerste deel aan de Olympische Winterspelen en behaalde hier de veertiende plaats. Hampel won als remmer van Harald Czudaj de gouden medaille tijdens de Olympische Winterspelen 1994. Na de spelen stapte Hampel over naar de bob van Christoph Langen en won met Langen de wereldtitel in de tweemansbob in 1995 en de wereldtitel in de viermansbob in 1996. Tijdens de spelen van 1998 won Hampel voor de tweede op rij de olympische titel in de viermansbob.

## Resultaten
- Olympische Winterspelen 1988 in Calgary 14e in de viermansbob
- Olympische Winterspelen 1994 in Lillehammer  in de viermansbob
- Wereldkampioenschappen bobsleeën 1995 in Winterberg  in de tweemansbob
- Wereldkampioenschappen bobsleeën 1996 in Calgary  in de viermansbob
- Olympische Winterspelen 1998 in Nagano  in de viermansbob

1924: Scherrer / Neveu / A.Schläppi / H.Schläppi ·
1928: Fiske / Tucker / Mason / Gray / Parke ·
1932: Fiske / Eagan / Gray / O'Brien ·
1936: Musy / Gartmann / Bouvier / Beerli ·
1948: Tyler / Martin / Rimkus / D'Amico ·
1952: Ostler / Kuhn / Nieberl / Kemser ·
1956: Kapus / Diener / Alt / Angst ·
1964: V.Emery / Kirby / Anakin / J.Emery ·
1968: Monti / De Paolis / Zandonella / Armano ·
1972: Wicki / Leutenegger / Camichel / Hubacher ·
1976: Nehmer / Babock / Germeshausen / Lehmann ·
1980: Nehmer / Musiol / Germeshausen / Gerhardt ·
1984: Hoppe / Wetzig / Schauerhammer / Kirchner ·
1988: Fasser / Meier / Fässler / Stocker ·
1992: Appelt / Schroll / Winkler / Haidacher ·
1994: Czudaj / Brannasch / Hampel / Szelig ·
1998: Langen / Zimmermann / Jakobs / Hampel ·
2002: Lange / Kühn / Kuske / Embach ·
2006: Lange / Hoppe / Kuske / Putze ·
2010: Holcomb / Mesler / Tomasevicz / Olsen ·
2014: Melbārdis / Dreiškens / Vilkaste / Strenga  ·
2018: Friedrich / Bauer / Grothkopp / Margis   ·
2022: Friedrich / Margis / Bauer / Schüller